# Хромонастири
Хромонасти́ри (греч. Χρωμοναστήρι) или Хромонасти́рион (Χρομοναστήριον) — деревня в Греции на Крите. Расположена в 8 километрах юго-восточнее Ретимнона. Входит в общину (дим) Ретимни в периферийной единице Ретимни в периферии Крит. Население 298 жителей по переписи 2011 года.
Название может происходить от греч. χρώμα цвет и μοναστήρι монастырь.
В Хромонастири находятся церковь Панагия Кера и церковь Святого Евтихия.

## Сообщество Хромонастири
В местное сообщество Хромонастири входят четыре населённых пункта. Население 391 житель по переписи 2011 года. Площадь 9,604 квадратных километров.
| Населённый пункт | Население (2011), человек |
| ---------------- | ------------------------- |
| Капедиана        | 25                        |
| Мили             | 27                        |
| Принедес         | 41                        |
| Хромонастири     | 298                       |

## Население
| Год  | Население, человек |
| ---- | ------------------ |
| 1991 | 229                |
| 2001 | 228                |
| 2011 | ↗ 298              |

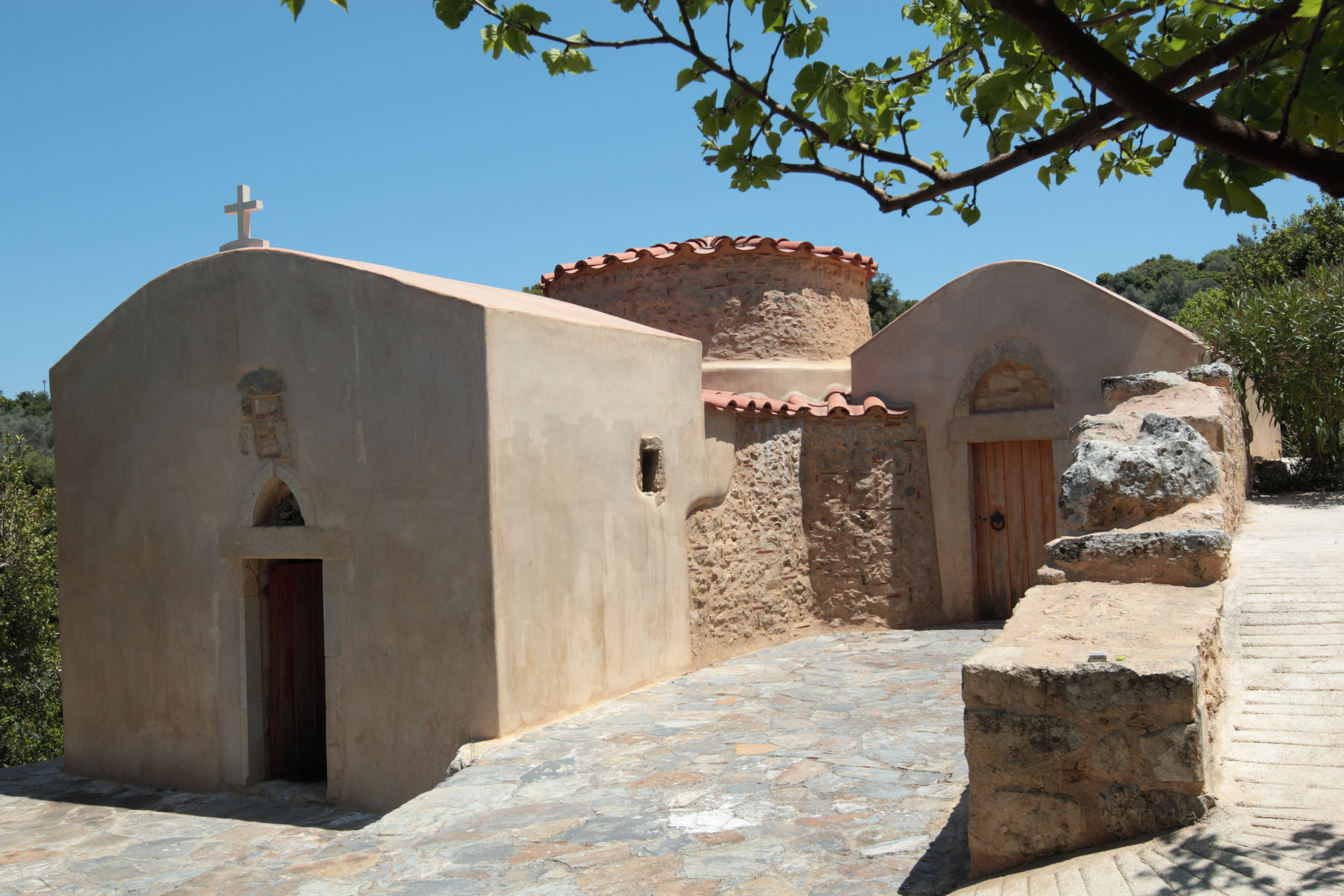
Церковь Панагия Кера
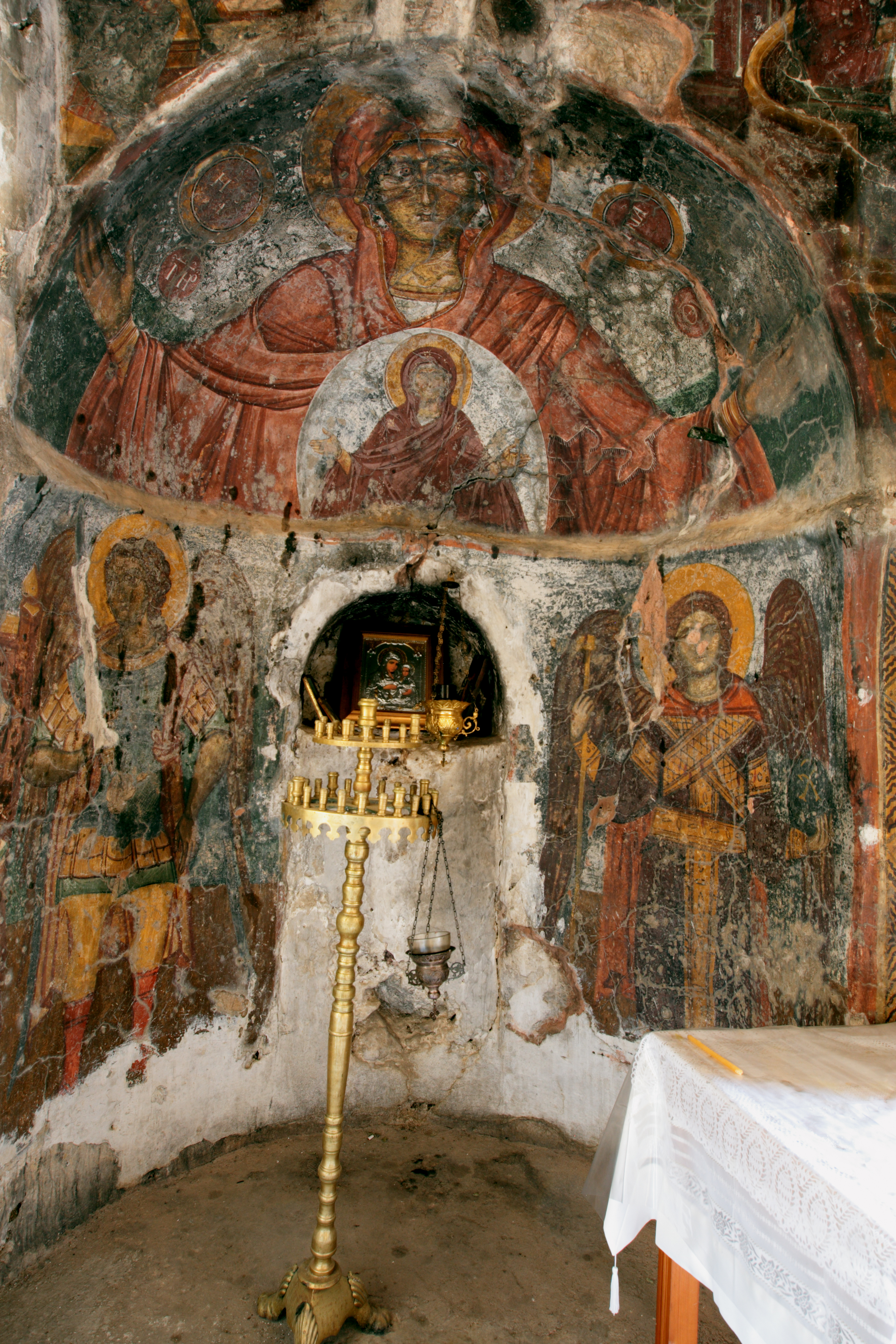
Фрески в Панагия Кера
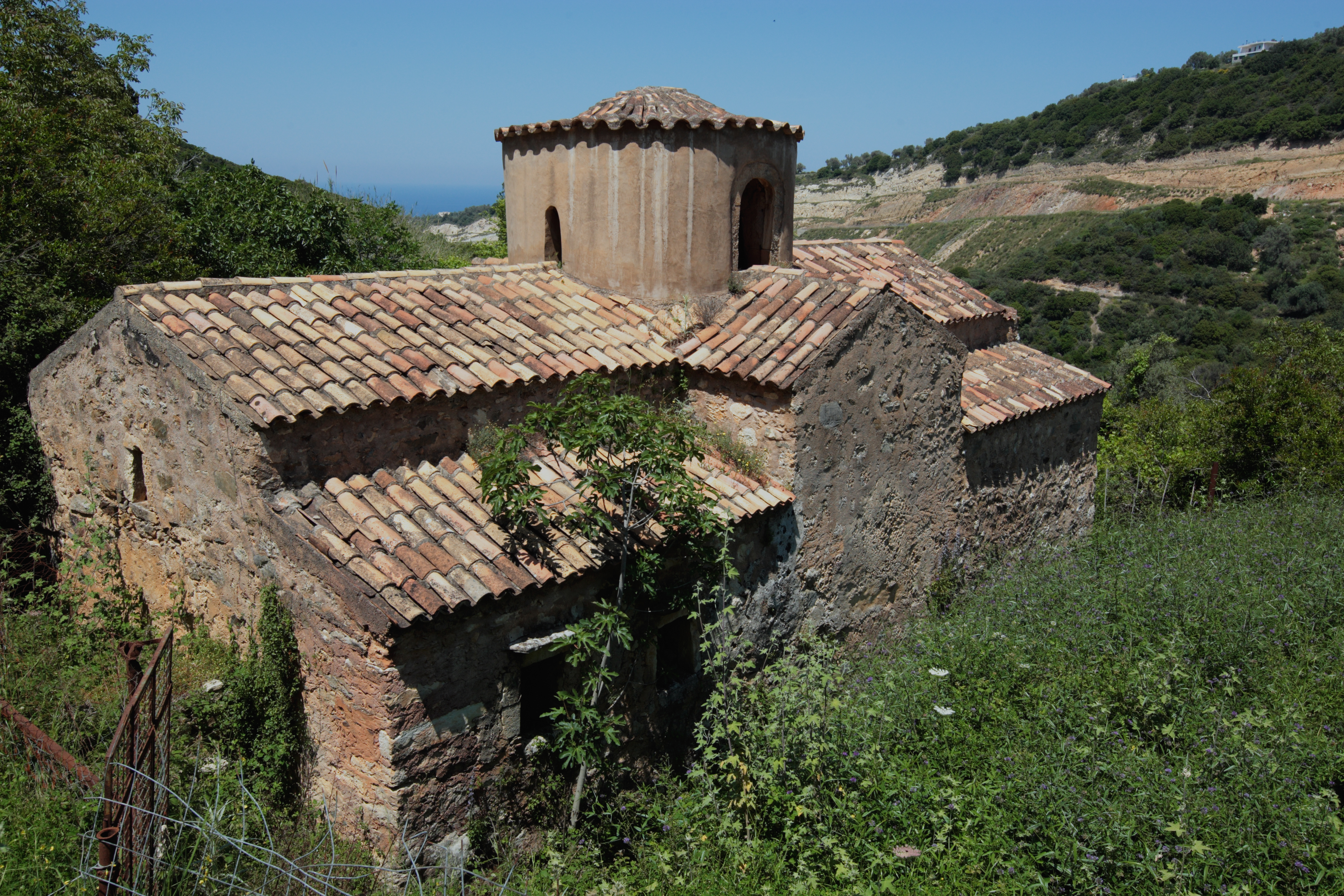
Церковь Святого Евтихия
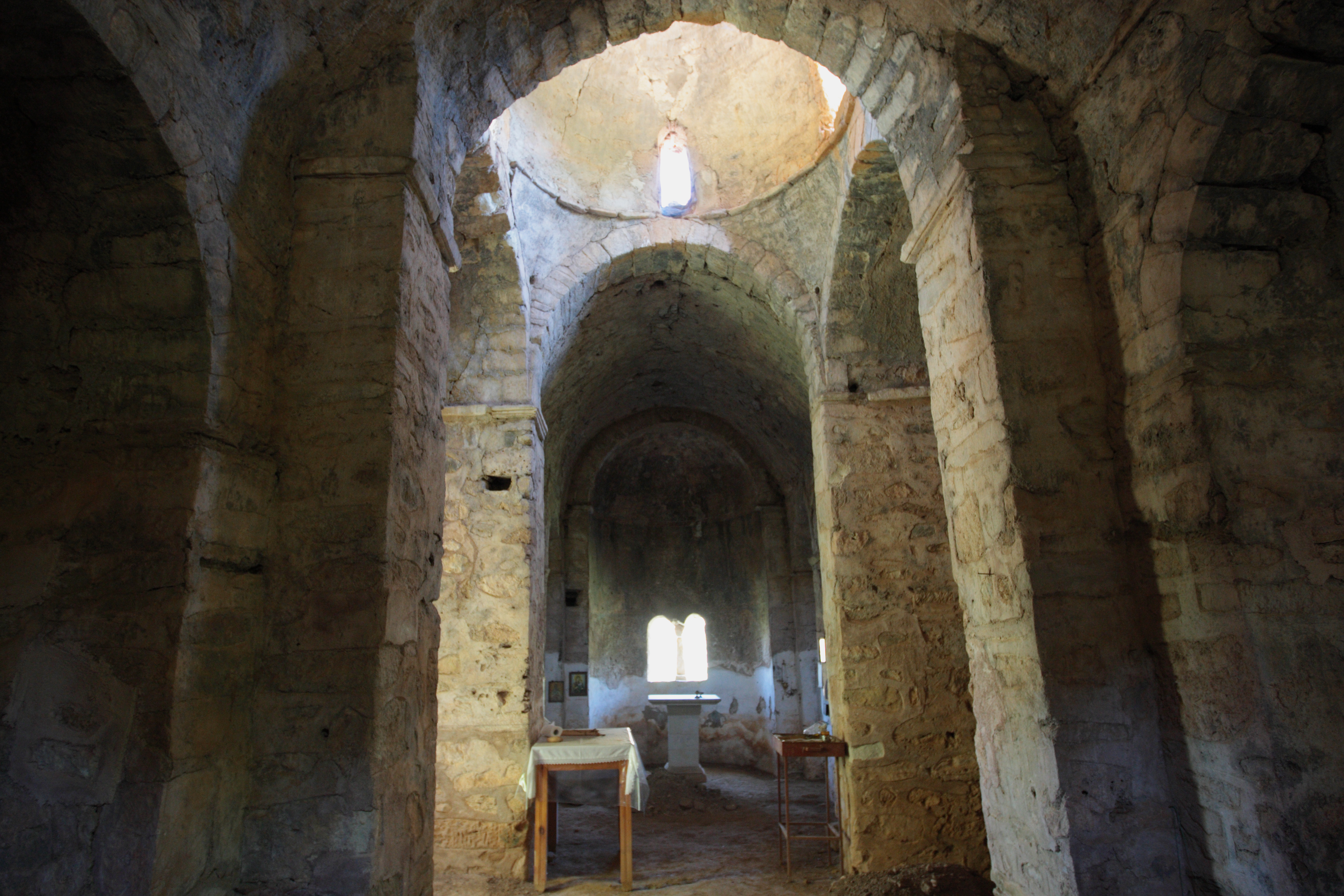
Церковь Святого Евтихия, интерьер